# Aaron Gorrell

a Compétitions nationales et continentales officielles uniquement.

Aaron Gorrell, né le 31 mars 1981 à Wollongong (Australie), est un joueur australien de rugby à XIII.

## Palmarès
- 2007 : Finaliste de la Challenge Cup avec les Dragons Catalans.